# 발메트

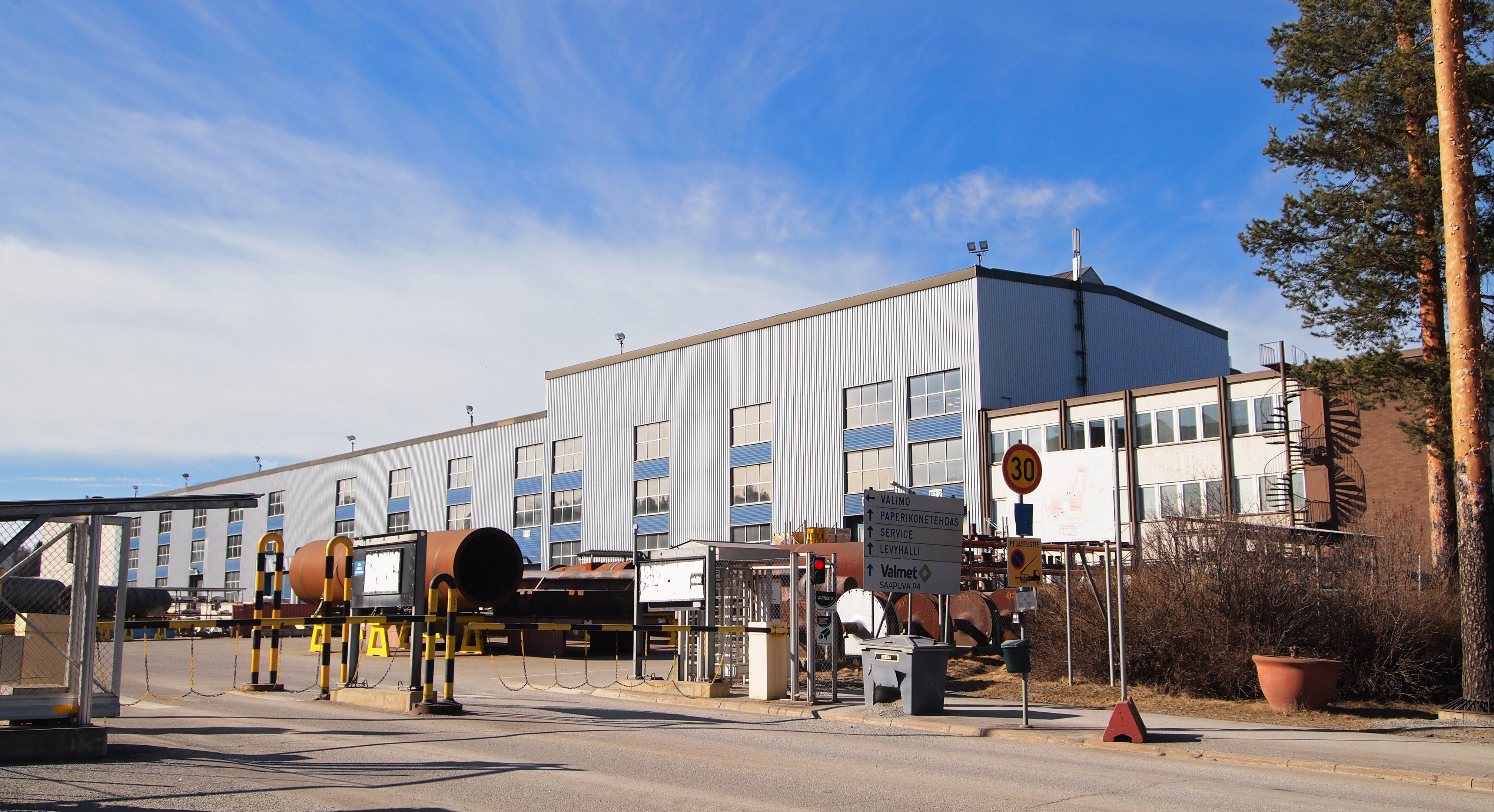

국영금속공장(핀란드어: Valtion Metallitehtaat), 약칭 발메트(핀란드어: Valmet)는 1951년 설립된 핀란드의 국영 기업이었다. 핀란드 국회에서 소련에 지불할 전쟁 배상금을 내기 위해서 만들어진 공장들을 합치자는 결정으로 설립되었다. 제지 기계, 항공기, 자동차, 철도 차량, 무기, 가전 제품을 생산하였다. 1999년 라우마와 합병되면서 현재의 메쪼가 설립되었다.

## 사업 영역
발멧 오토모티브(과거 사브-발멧)는 자동차를 생산하는 기업이었다. 현재는 메쪼가 지분 대부분을 소유하고 있고, 1968년 개업하였다. 발멧 오토모티브는 브랜드를 가지지 않았고, 여러 브랜드의 자동차를 계약 생산하였다. 라다, 르노, 사브, 오펠, 포르셰, 탈보트 등의 자동차를 대행해서 생산하였다.
국방 분야에서는 핀란드 군에 사용되는 총, 군용 항공기, 대포 등을 생산하였다. 제2차 세계 대전 이후 제지기 생산을 시작하였다.
발멧의 조선 사업은 1984년 배르칠래에 매각되었고, 배르칠래 메리테올리수스가 설립되었다. 이후 여러 번 주인이 바뀌었다. 1990년대 마사 야즈에 매각되었고, 이후 아커 야즈에 매각되었다. 아커 야즈는 2008년 STX조선에 인수되었다.
1958년부터 1991년까지 핀란드의 다양한 철도 차량 및 노면 전차를 생산하였다. 1948년부터 1960년까지는 총 52대의 트롤리버스도 생산하였다. 브라질과 핀란드에서 트랙터를 생산하였으며, 현재는 발트라 브랜드로 출고된다.